# Вилок
Вило́к (угор. Tiszaújlak) — селище у Виноградівському районі Закарпатській області України, центр Вилоцької селищної громади. Розташований на кордоні з Угорщиною. Також мало назву Уйлок. Поблизу селища розташований пункт контролю Вилок на кордоні з Угорщиною. З угорського боку — пункт пропуску «Тісабеч», медьє Саболч-Сатмар-Береґ, автошлях 491 у напрямку Ньїредьгаза.

## Герб
Щит понижено перетятий срібним і лазуровим. У другій частині три срібні хвилеподібні балки. Поверх усього золотий човен із веслами та кермом. У передній частині човна стоїть човняр в червоному капелюсі і одязі, що тримає золоті жердини.

## Історія
Вилок вперше згадується в архівних документах у 1304 році під назвою Wylak. У пізніших документах воно також згадується як Wylack, Vylac, Uylak.
Вилок - давнє поселення, яке колись виникло на річковому тисянському острові Св. Ілони. Вилок офіційно називається з 1773 року.
Першим маєтком тут було поселення родини Гонт-Пазмані. У 1251 році король Бейла IV подарував Ахіллу цю землю. Це невелике поселення, ймовірно, було знищено пізніше потопом.
Ще один документ від 1300 р. говорить нам, що король Ендре ІІІ пожертвував ці землі від сім’ї Ніртелек до сім’ї Гонт-Пазмані (Міко та Чепан), - в обмін на Вишково в Марамуреші. Члени родини Гонт-Пазмані створили нове поселення в західному куті маєтку, яке було відоме як Újlak у 1304 році. У 1332 році в ньому вже була церква.
Вже в середні століття Вилок славився річковим соляним портом на Тисі. У 1417 році тут було збудовано великі склади для зберігання та транспортування солі, що йшла вниз по Тисі. Такий склад досі стоїть на площі Есе Томаша. Сіль транспортувалася до соляного будинку Тисауйлак з Солотвина плотами на Тисі.
Сіль транспортувалася з соляних родовищ на березі Тиси до соляних відомств Угорщини та інших країн. Крім того, деревина, що перевозилася на плотах, часто перевозилася аж до Сегеду.
Містечко кілька разів постраждало від затоплення. Повінь 1624 року майже повністю його знищила, а серйозні збитки відремонтували лише через десятиліття. Солотвинські соляні магнати значно допомогли у відбудові та організували збори для допомоги жертвам повені.
Мешканці Вилока також зазнали польського пограбування 1657 р.. У 1661 році турецькі війська спалили село. Анти-Габсбурзьке повстання під керівництвом Імре Текелі в 1678-1688 рр. зачепило село. На відплату за участь у повстанні місто було захоплено австрійськими військами.
На початку осені 1702 р. тут відбувся напад на соляний будинок. Купець солі Есе Томаш перевозив свої товари з солоного відвалу Тиси до Дебрецена. Однак соляні офіцери з Вилока вкрали від нього сіль. Навіть заступництво начальника комітату Сату-Маре Шандора Карої, який написав, що Есе невинний, і що він не знайшов краденої солі, не допомогло зі звинуваченнями. Есе та його супутники повернулися до Вилока пізніше, де «забрали свою худобу від соляних офіцерів та відігнали їх». Він напав на соляний будинок Вилока, вбив людину і пограбував казну соляного будинку. Цей напад викликав реакцію Віденського суду. 17 жовтня 1702 р. імператор звернувся до комітату Сату-Маре з указом про арешт та покарання селян, що захопили соляний будинок. Навіть після кількох місяців переслідувань вони не могли її зловити. 24 травня 1703 р. капітан Янош Майош та солдати полковника Ілошваї, захопили Вилок. О 7 годині ранку будівлю соляного будинку захопив Томаш Есе, а два піхотні загони та 40 вершників присягнули повстанцям.Томаш Есе,по професії торговець сіллю -національний герой угорського народу,найближчий сподвижник Ференца Ракоці.
14 липня 1703 року Ференц ІІ Ракоці перейшов міст Боржави та вдень захопив Вилок. 13 липня імператорський гусарський полковник Міхал Кенде вже був на березі Тиси, але не побачив прихід Ракоці і був оточений куруцами. Бій тривав чотири години, при цьому війська Кенде тримали удари, але куруців було більше.Це була перша битва у війні,що тривала повних вісім років і закінчилася поразкою змагань угорців.
24 липня 1703 р. армія Ракоці здобула першу перемогу над австрійськими  військами в регіоні Вилок-Тисабеч. На відзначення 200-річчя битви на місці події в 1903 році було встановлено пам’ятник -на рукотворному кургані-бронзовий турул(орел) з розкритими крилами та закривавленим мечем у дзьобі на гранітному п,єдесталі.Після Другої світової війни турул був демонтований та переданий на експонування до Ужгородського краєзнавчого музею,де знаходиться  і по сьогодні.У 90-х роках турул був відновлений у точній копії на постаменті..В Угорщині таких турулів є багато -  майже в кожному місті.Меч у дзьобі турула символізує ідею,що тільки зброєю здобувається воля.
У 1717 році в село вторглися кримські татари, зруйнували його до землі та забрали в рабство 17 людей.
У 1790 році після Ужгорода та Мункача було відкрито аптеку у Вилоку.
Село зазнало серйозного удару в 1830 році, коли прийшло в село холера. Більшість населення загинула, а жертви були поховані в околицях невеликої римо-католицької каплиці.
У революційному парламенті, скликаному 24 березня 1848 року, Іштван Абоній Вилок) представляв Угочу. На запрошення Лайоша Коссута зброю взяли 163 чоловіки з Вилока. Згідно з переписами в Угочі, кількість національних гвардійців до кінця 1848 р. сягала 3500 чоловік. 23 вересня 1848 р. Національна гвардія була організована в підрозділи, їх офіцери були обрані, і вони склали присягу у Вилоку.

## Населення
79% населення етнічні угорці, 20,8% українці та 0,2% інші (росіяни, цигани).

### Мова
Розподіл населення за рідною мовою за даними перепису 2001 року:
| Мова            | Кількість | Відсоток |
| --------------- | --------- | -------- |
| угорська        | 2788      | 81.47%   |
| українська      | 576       | 16.83%   |
| російська       | 45        | 1.31%    |
| білоруська      | 3         | 0.09%    |
| румунська       | 3         | 0.09%    |
| циганська       | 1         | 0.03%    |
| болгарська      | 1         | 0.03%    |
| інші/не вказали | 5         | 0.15%    |
| Усього          | 3422      | 100%     |

## Храм святої Олени

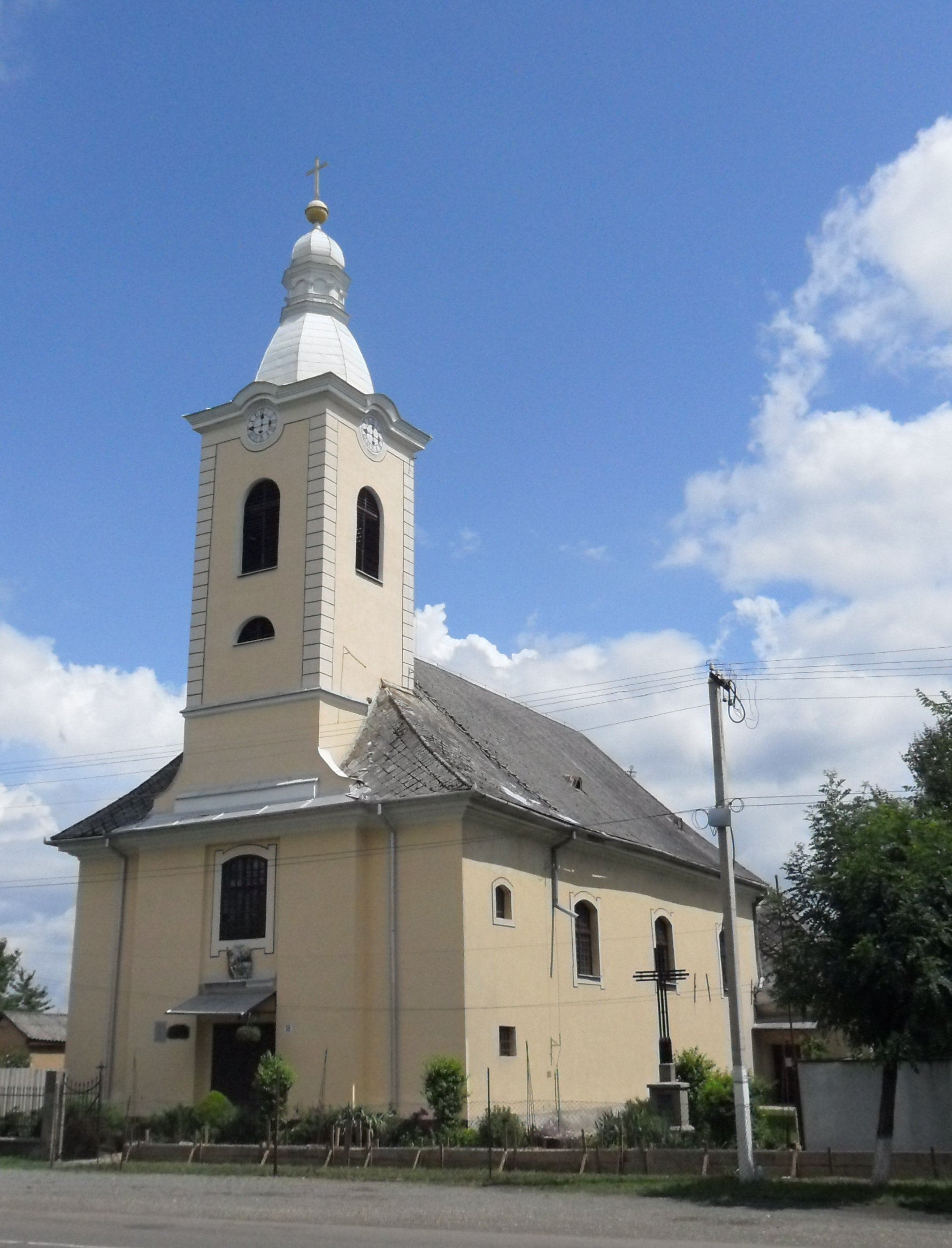
Костел святої Олени

храм святої Олени(по-угорськи -Ілони) - пам'ятка архітектури національного значення (№ 1127), яка знаходиться центральній частині селища. Побудований з каменю в стилі бароко костел є римо-католицьким храмом та датується 1812 роком. В середині храму, на стелі, є темперні розписи, які були виконані на початку XX століття, має орган, встановлений в 1986 році.
Докладніше: Костел святої Олени

## Постаті
- Афанасьєв Віктор Вікторович (1992—2017) — український військовий, учасник війни на сході України.
- Антал Веконь - родився у Вилоку в 1848 році - письменник, поет

## Туристичні місця
- З території селища походять знахідки римських монет.
- храм Вознесіння Господнього. 1806.
- храм святої Олени.1812.
- одна з найстаріших будівель Закарпаття — Соляний дім.
-  пам’ятник переможного бою війська Ракоці над австрійським військом. 

## Галерея

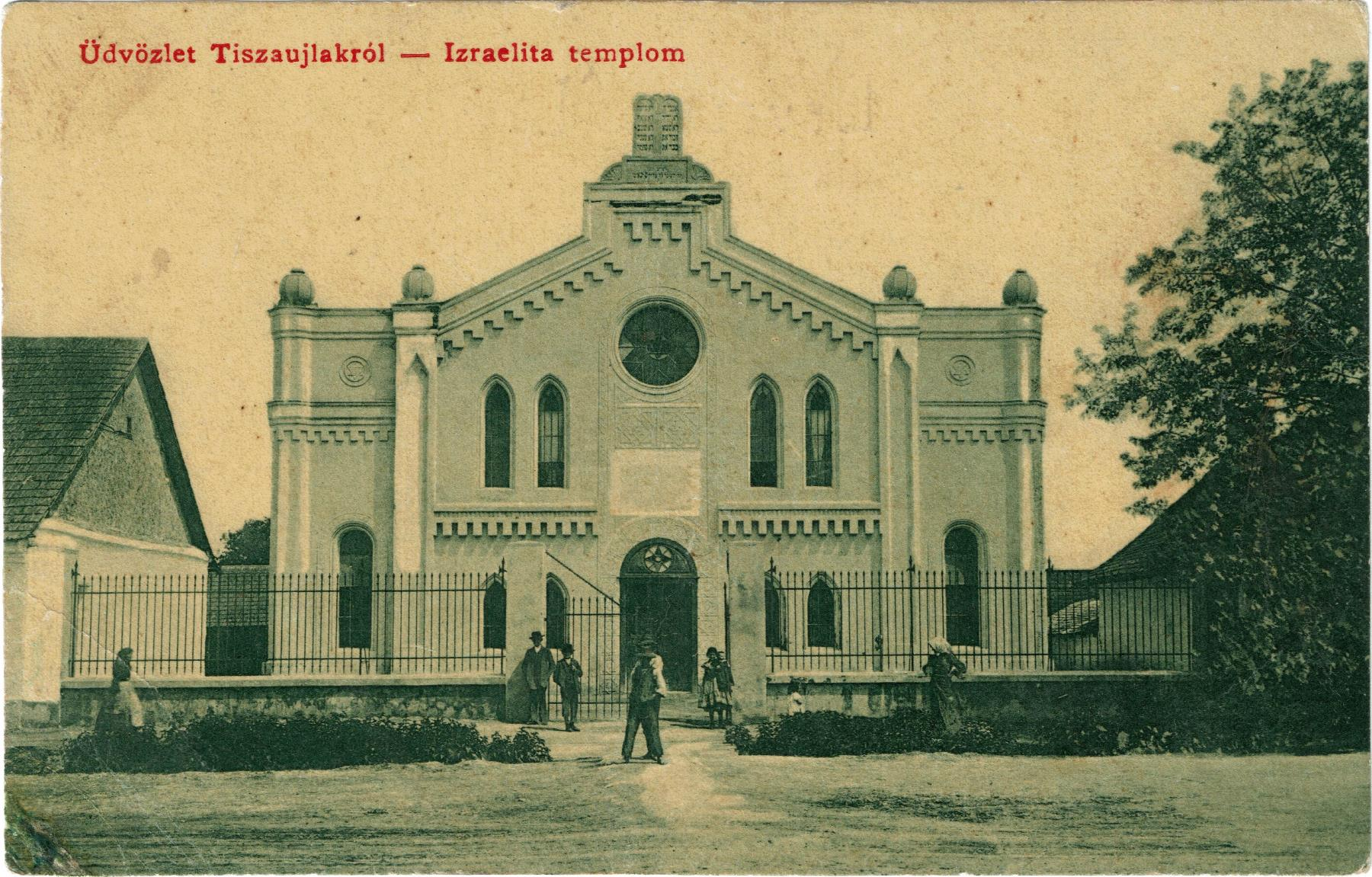
Такою була синагога
школашкола

| Україна | Це незавершена стаття з географії України. Ви можете допомогти проєкту, виправивши або дописавши її. |